# Selandoro
Selandoro is een bestuurslaag in het regentschap Lembata van de provincie Oost-Nusa Tenggara, Indonesië. Selandoro telt 5685 inwoners (volkstelling 2010).